# Tutorial (instructiefilm)
Een tutorial (spreek uit als: TU-too-rieal; IPA: [tuːˈtɔːɹiəl]) is een (korte) instructiefilm waarin een onderwerp, proces of functie wordt uitgelegd. Op videoplatforms op internet zijn veel online tutorials te vinden. Het woord ‘tutorial’ wordt soms ook gebruikt voor een schriftelijke instructiehandleiding.
Tutorials bestaan vaak uit de volgende onderdelen:
- Een presentatie waarin uitgelegd wordt hoe iets werkt of gebruikt moet worden
- Een demonstratie waarbij bv. aan de hand van voorbeelden wordt gedemonstreerd hoe iets werkt of gebruikt wordt, of hoe een proces doorlopen wordt. Soms opgedeeld in afzonderlijke modules of secties.
- Een beoordeling waarbij het gebruik besproken
- Een verbinding naar gerelateerde onderwerpen of onderdelen waarin verbanden worden uitgelegd met gerelateerde onderwerpen of onderdelen.

Tutorials die bijvoorbeeld betrekking hebben op bv. een apparaat of computerprogramma etc. worden vaak door de fabrikant zelf gemaakt. Ook worden veel tutorials gemaakt door ervaren gebruikers. Tutorials zijn vergelijkbaar met individuele training, maar zonder leraar; ze stellen onervaren personen in staat ervaring op te doen en snel resultaten te boeken. Tutorials hebben vaak betrekking op een bepaald deelgebied, en kunnen dienen als inleiding tot een breder onderwerp.
In computergebaseerd onderwijs wordt met ‘tutorial’ een computerprogramma bedoeld dat tot doel heeft gebruikers te helpen bij het leren gebruiken van (delen van) een softwareproduct, zoals een kantoorsoftwarepakket of een andere toepassing, besturingssysteeminterface, programmeertool of videogame. 

## Onderwerpen
Er zijn online tutorials over een enorm aantal onderwerpen, zoals koken, tuinieren, doe-het-zelf, zingen, dansen, het bespelen van muziekinstrumenten, persoonlijke verzorging, dierverzorging en allerlei hobby's. Maar ook hoe bijvoorbeeld hoe je de band van je fiets plakt, of het oliepeil van je auto controleert.